# Atletica leggera ai Giochi della X Olimpiade - Lancio del giavellotto femminile

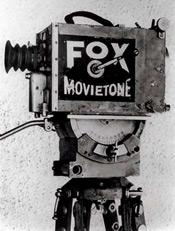
Video su Mildred Didrickson

La competizione del lancio del giavellotto femminile di atletica leggera ai Giochi della X Olimpiade si tenne il giorno 31 luglio 1932 al Memorial Coliseum di Los Angeles.

## L'eccellenza mondiale
| Vincitrice dei III Giochi mondiali | 1930      | 42,32  | Liesel Schumann    | Assente  |
| Primatista mondiale                | 18 giugno | 46,745 | Ferdinanda Gindele | Presente |
| Primatista europea                 | 12 giugno | 44,64  | Ellen Braumüller   | Presente |
| 3ª prest. mondiale                 | 19 giugno | 44,25  | Tilly Fleischer    | Presente |

1. ↑  Conversione della misura inglese di 153 piedi e 4 pollici e un quarto.
2. ↑  Valido come record mondiale dal 12 giugno al 18 giugno 1932.

## Turno di qualificazione
Le otto lanciatrici iscritte sono ammesse direttamente alla finale.

## Finale
Al primo lancio, il giavellotto di Mildred Didrickson le scivola via al momento della spallata: ne risulta una traiettoria quasi parallela al terreno, ma la potenza scaricata fa sì che l'americana segni il suo record personale e balzi in testa alla classifica. Dopo il lancio la Didrickson accusa però un dolore alla spalla e non riesce a migliorarsi.
Comincia la rincorsa delle tedesche: la Fleischer si porta a 68 cm e la Braumüller arriva a soli 19 cm dall'americana, senza tuttavia scalzarla dalla prima posizione.
| Pos.    | Atleta                  | Nazione     | Misura |
| ------- | ----------------------- | ----------- | ------ |
| Oro     | Babe Didrikson-Zaharias | Stati Uniti | 43,69  |
| Argento | Ellen Braumüller        | Germania    | 43,50  |
| Bronzo  | Tilly Fleischer         | Germania    | 43,01  |
| 4       | Masako Shinpo           | Giappone    | 39,08  |
| 5       | Ferdinanda Gindele      | Stati Uniti | 37,95  |
| 6       | Gloria Russell          | Stati Uniti | 36,74  |
| 7       | María Uribe             | Messico     | 33,66  |
| 8       | Mitsue Ishizu           | Giappone    | 30,81  |

Mildred Didrickson è stata l'unica atleta olimpica del XX secolo ad aver vinto una medaglia individuale nelle corse (80 ostacoli), nei salti (alto) e nei lanci.